# Laura Lindahl
Laura Lindahl (født på Frederiksberg 9. juli 1983) er en dansk politiker og tidligere medlem af Folketinget (valgt i 2015) samt rådmand og formand for Børneudvalget i kommunalbestyrelsen på Frederiksberg (valgt i 2013). I 2021 skiftede Laura Lindahl parti fra Liberal Alliance til Det Konservative Folkeparti, som hun i dag er medlem af.

## Baggrund og civil karriere
Laura Toftgaard Lindahl blev født på Frederiksberg som datter af læge Hans Lindahl og folkeskolelærer Susie Lindahl. Hun opvoksede i Køge. Hun har studeret erhvervsøkonomi og filosofi (cand.merc.(fil)) på Copenhagen Business School fra 2006 til 2011. Derudover har hun en HD i Marketing Management på CBS.
Fra 2009 til 2013 arbejdede hun på TV2 og TV2 SPORT. Fra 2013 frem til folketingsvalget i 2015 arbejdede hun med kommercielle sportsrettigheder i Dansk Boldspil-Union (DBU).
Hun bor i 2024 på Frederiksberg med sin mand Tobias og deres to børn.
De ejer sammen anpartsselskabet Lindahl Hoff Holding ApS. Laura Lindahl er i dag direktør for Dansk Facilities Management. Derudover er Laura Lindahl stifter og medejer af kagefirmet My Own Piece of Cake.

## Politisk karriere
Laura Lindahl blev valgt ved Folketingsvalget 2015 med 2.691 personlige stemmer i Københavns Storkreds, hvilket gav hende et tillægsmandat.[1] Hun var midlertidigt Medlem af Folketinget i oktober 2012 som stedfortræder for Simon Emil Ammitzbøll.
Laura Lindahl var Liberal Alliances gruppesekretær og en del af den daglige ledelse i partiet. Hun besad syv ordførerskaber: beskæftigelsesordfører, børneordfører, familieordfører, indfødsretsordfører, integrationsordfører, socialordfører og udlændingeordfører.
Hun opnåede sit første politiske tillidshverv som rådmand og medlem af kommunalbestyrelsen på Frederiksberg ved kommunalvalget i 2013. Hun blev genvalgt i 2017.
Den 3. februar 2018 blev Laura Lindahl valgt som spidskandidat til Folketinget for Liberal Alliance i Sjællands Storkreds.
Laura Lindahl har 3. februar 2021 meddelt, at hun er udtrådt af Liberal Alliance, og nu er medlem af kommunalbestyrelsen på Frederiksberg som medlem af Det Konservative Folkeparti.